# 何猷龍
何猷龍（英語：Lawrence Ho，1976年—），香港及澳門商人，新濠國際董事會主席兼行政總裁，上海市政協委員，澳門賭王何鴻燊與其二太藍瓊纓独子，其胞姐是何超琼、何超鳳、何超蕸、何超儀等。

## 簡歷
早年就讀香港華仁書院，1999年畢業於加拿大多倫多大學商學院，畢業後曾任職於花旗銀行信貸風險管理部，其後在怡富證券任職亞洲區衍生證券部助理7個月，後獲升任為經理助理。2000年10月，何猷龍入股 iAsia Technology Limited（現匯盈控股）出任執行董事，並把公司在香港創業板上市，先後收購3間科技公司，但其後科網泡沫爆破，2002年8月擔任行政總裁和副主席。目前是新濠集團董事局聯席主席兼行政總裁。
2001年11月，何猷龍被委任為其父何鴻燊旗下新濠國際的董事總經理，主要負責營運珍寶海鮮舫。何猷龍為珍寶推行改革及翻新，易名為珍寶王國以吸引遊客。
2006年3月16日，何鴻燊辭去新濠國際董事會主席，由何猷龍接任主席兼行政總裁。至2006年3月15日，何猷龍持有新濠國際35.4%股權，為大股東。
2006年4月，何猷龍獲香港證券商協會邀請參選香港交易所董事，獲淨票數2100.53萬票，但落敗。2006年10月，何猷龍獲選為2006年香港十大傑出青年之一。
2015年10月27日，何猷龍打造的澳門新濠影滙正式開幕。

## 家庭
2001年11月，何猷龍與維他奶創辦人羅桂祥的孫女羅秀茵在堅道聖母無原罪主教座堂舉行婚禮，並在11月16日及17日連續兩晚在香港會議展覽中心大禮堂舉行婚宴，筵開超過100席，耗資2,000萬港元。
2006年9月，何猷龍的妻子羅秀茵在香港養和醫院誕下一名女兒，並由何鴻燊為其命名何開梓。

## 資料來源
1. ↑  .   [2019-05-01]. （原始内容存档于2020-12-11）.
2. ↑  許嘉云. . 三立新聞網. 2015-10-27. （原始内容存档于2020-06-21）.